# Monarca del paradís de les Mascarenyes
El monarca del paradís de les Mascarenyes (Terpsiphone bourbonnensis) és un ocell de la família dels monàrquids (Monarchidae).

## Hàbitat i distribució
Habita els boscos de les illes de Maurici i la Reunió, a les Mascarenyes occidentals.